# Pf (software)
pf (solitamente minuscolo, per Packet Filter) è un software firewall distribuito con licenza BSD. Pf viene sviluppato su OpenBSD, ma data la sua importanza è stato eseguito il porting per molti altri sistemi operativi. "pf" è il network firewall di sistema di OS X a partire dalla versione 10.7. L'implementazione di pf su OS X (fino alla versione 10.8.2) è derivata da OpenBSD 4.6.
Il codice di pf fu scritto originariamente da Daniel Hartmeier come rimpiazzo di IPFilter (software di Darren Reed) a causa di problemi di licenze. Apparve per la prima volta nel sistema operativo OpenBSD 3.0, lanciato il 1º dicembre 2001.